# Bidessodes
Bidessodes es un género de coleópteros adéfagos de la familia Dytiscidae. Se encuentra en el Neotrópico.

## Especies
- Bidessodes bilita	Watts 1978
- Bidessodes denticulatus	(Sharp 1882)
- Bidessodes flavosignatus	(Zimmermann 1922)
- Bidessodes fragilis
- Bidessodes grossus	(Zimmermann 1922)
- Bidessodes gutteridgei	Watts & Humphreys 2003
- Bidessodes limestoneensis	Watts & Humphreys 2003
- Bidessodes mjobergi	(Zimmerman 1921)
- Bidessodes semistriatus